# Hope Crisp
 (mars 2024).
Si vous disposez d'ouvrages ou d'articles de référence ou si vous connaissez des sites web de qualité traitant du thème abordé ici, merci de compléter l'article en donnant les références utiles à sa vérifiabilité et en les liant à la section « Notes et références ».
Pour les articles homonymes, voir Crisp.
Hope Crisp (né le 6 février 1884 à Londres, décédé le 25 mars 1950), est un joueur de tennis britannique. Il a notamment remporté la première épreuve de double mixte du Tournoi de Wimbledon en 1913 avec Agnes Tuckey.
Dans les années 1911-1913, il défend les couleurs de l'Université de Cambridge, en tennis et en football. En 1913, il remporte avec Agnes Tuckey la première épreuve de double mixte du Tournoi de Wimbledon, dont la finale se termina de façon peu banale - Ethel Larcombe a envoyé balle dans l'œil de son partenaire, James Cecil Parke et n'a pas été en mesure de continuer la partie. L'incident est intervenu a 5-3 pour Crisp et Tuckey dans la deuxième manche, la première ayant été remportée par la paire adverse.
Pendant la Première Guerre mondiale, il perd l'un de ses pieds sur le front, cependant, avec une prothèse, il poursuit sa carrière après la guerre.

## Palmarès (partiel) Hope Crisp

### Titre en double mixte
|   | Date | Nom et lieu du tournoi       | Cat.      | ($) | Surf.        | Partenaire   | Finalistes                      | Score          |
| 1 | 1913 | The Championships, Wimbledon | G. Chelem | 0   | Herbe (ext.) | Agnes Tuckey | Ethel Thomson James Cecil Parke | 3-6, 5-3 (ab.) |